# Hystérosonographie
L’hystérosonographie  est un examen d'échographie permettant l'étude des parois de l'utérus, de la cavité de l'utérus, et de la partie proximale des trompes utérines.
Il consiste à introduire, dans le col de l'utérus, un cathéter, servant à injecter du sérum physiologique, et à pratiquer l'échographie pendant l'injection du sérum physiologique.
Cet examen, actuellement très utilisé en gynécologie, a remplacé l'hystérographie dans beaucoup de ses indications. Il sert notamment à vérifier la perméabilité des trompes lors des démarches de fertilité. L'examen contre-indiqué en cas de grossesse.
La prise d'anti-inflammatoires est généralement conseillée avant la procédure afin de limiter la douleur. L'examen est la plupart du temps bien toléré, bien que de 41% à 59% ait rapporté de la douleur lors de la procédure. La douleur est plus fréquente en cas de trompes bloquées ou d'adhésion ou encore lorsque l'utérus ne peut être distendu. Des crampes ont été rapportées par 24% à 73% des patientes. La complication la plus sévère est le choc vasovagal, qui survient dans 4% à 5% des cas.